# Patrick B. O’Sullivan

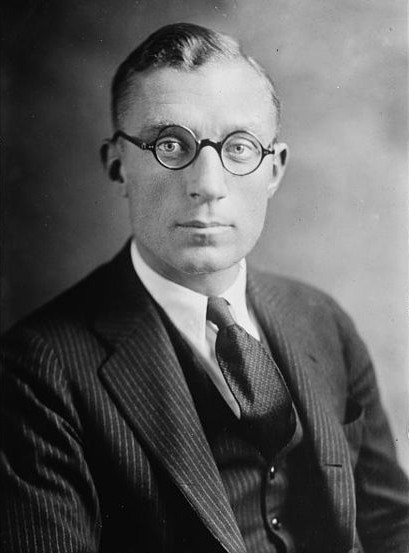
Patrick B. O’Sullivan

Patrick Brett O’Sullivan (* 11. August 1887 in Derby, Connecticut; † 10. November 1978 in Orange, Connecticut) war ein US-amerikanischer Politiker. Von 1923 bis 1925 vertrat er den Bundesstaat Connecticut im US-Repräsentantenhaus.

## Werdegang
Patrick O’Sullivan besuchte die öffentlichen Schulen seiner Heimat und studierte danach bis 1908 an der Yale University sowie bis 1909 an der George Washington University in Washington, D.C. Nach einem anschließenden Studium an der juristischen Fakultät der Yale University und seiner im Jahr 1913 erfolgten Zulassung als Rechtsanwalt begann er in Derby in seinem neuen Beruf zu praktizieren.
O’Sullivan war Mitglied der Demokratischen Partei. Im Jahr 1916 war er Delegierter zur Democratic National Convention in St. Louis, auf der Präsident Woodrow Wilson für eine zweite Amtszeit nominiert wurde. Im Jahr 1917 war er Mitglied und demokratischer Fraktionsführer im Senat von Connecticut. Dieses Mandat legte er aber nieder, um während des Ersten Weltkrieges in der US-Marine zu dienen.
Bei den Kongresswahlen des Jahres 1922 wurde O’Sullivan im fünften Wahlbezirk von Connecticut in das US-Repräsentantenhaus in Washington gewählt. Dort trat er am 4. März 1923 die Nachfolge des Republikaners James P. Glynn an, den er bei der Wahl geschlagen hatte. Da er aber bereits bei den folgenden Wahlen im Jahr 1924 gegen Glynn verlor, konnte er bis zum 3. März 1925 nur eine Legislaturperiode im Kongress absolvieren.
Nach seiner Zeit im US-Repräsentantenhaus war Patrick O’Sullivan wieder als Rechtsanwalt tätig. Außerdem lehrte er in Yale Jura. Zwischen 1931 und 1950 war O’Sullivan Richter am Superior Court von Connecticut. Danach war er bis 1957 beisitzender Richter am Obersten Gerichtshof seines Staates. In seinen letzten Monaten an diesem Gericht war er bis zu seinem 70. Geburtstag am 11. August 1957 Vorsitzender Richter (Chief Justice). Dieses Amt musste er wegen Erreichens der Altersgrenze aufgeben.
Später arbeitete O’Sullivan noch als staatlicher Schlichter (State Trial Referee) in New Haven. Im Jahr 1965 war er stellvertretender Vorsitzender einer Kommission zur Überarbeitung der Staatsverfassung von Connecticut. Patrick O’Sullivan starb am 10. November 1978 in seinem Wohnort Orange, wo er seinen Ruhestand verbracht hatte.